# Костянтинівка (Суботцівська сільська громада)
Костянти́нівка — село в Україні, у Суботцівська сільській громаді Кропивницького району Кіровоградської області. Населення становить 265 осіб. Колишній орган місцевого самоврядування — Суботцівська сільська рада.

## Географія
У селі Балка Мокра впадає у річку Аджамку.

## Населення
Згідно з переписом УРСР 1989 року чисельність наявного населення села становила 280 осіб, з яких 127 чоловіків та 153 жінки.
За переписом населення України 2001 року в селі мешкало 265 осіб.

### Мова
Розподіл населення за рідною мовою за даними перепису 2001 року:
| Мова       | Відсоток |
| ---------- | -------- |
| українська | 93,96 %  |
| російська  | 4,15 %   |
| молдовська | 1,89 %   |